# Planchonella crenata
Planchonella crenata là một loài thực vật có hoa trong họ Hồng xiêm. Loài này được Munzinger & Swenson mô tả khoa học đầu tiên năm 2007.